# L'abisso - Storia di una madre e di una figlia
L'abisso - Storia di una madre e di una figlia (Strangers: The Story of a Mother and Daughter) è un film per la televisione del 1979 diretto da Milton Katselas e interpretato da Bette Davis e Gena Rowlands.
Per la sua performance Bette Davis vinse il Premio Emmy come migliore attrice in una produzione televisiva.

## Trama
Due donne, madre e figlia, che per diversi anni hanno vissuto come estranee, tentano di ricucire il loro rapporto dopo che alla seconda viene diagnosticato un tumore.